# Chuyến bay 91 của Cougar Helicopters
Chuyến bay 91 của Cougar Helicopters (còn được biết là Chyến bay 491) là một chuyến bay được dụ trù của chiếc Sikorsky S-92A thuộc Cougar (số đăng ký C-GZCH) đã mất phương hướng ngày 12 tháng 3 năm 2009 khi đang bay đến SeaRose FPSO ở vùng dầu mỏ White Rose và Hibernia Platform ở vùng dầu mỏ Hibernia ngoài khơi bờ biển Newfoundland 55 km về hướng đông nam của St. John's, Newfoundland.
Hibernia cách St John’s, Newfoundland khoảng 320 km về phía đông. Khu khai thác này thuộc sở hữu của các tập đoàn ExxonMobil Canada, Chevron Canada Resources, Petro-Canada, Canada Hibernia Holding Corporation, Murphy Oil và StatoilHydro Canada Ltd.

## Tai nạn
Chiếc trực thăng chở 18 người đang trên đường tới khu khai thác dầu khí ngoài khơi đã lao xuống khu vực thuộc tỉnh cực đông Newfoundland, Canada. Có hai người được phát hiện trên mặt nước nhờ có phao cứu sinh nhưng không hề thấy dấu hiệu của chiếc trực thăng, theo Jeri Grychowski thuộc Trung tâm phối hợp Cứu hộ ở Halifax. Khu vực xảy ra vụ tai nạn máy bay có gió mạnh, sóng cao từ 1,8-2,7 m. Tín hiệu báo nguy đã được phát đi khi chiếc trực thăng đang trên đường tới khu khai thác dầu Hibernia.
Dave Bowen, cũng thuộc Trung tâm phối hợp Cứu hộ nói: "Kể từ đó, chúng tôi không nhận được thông tin gì thêm". Trực thăng S-92 Sikorsky do Cougar Helicopters của St. John’s điều hành. Cảnh sát đã phong toả con đường tới trụ sở của Cougar. Cuộc gọi đầu tiên yêu cầu giúp đỡ là tới trạm kiểm soát không lưu tại Gander.

## Cứu nạn
Một máy bay Hercules và bốn trực thăng cứu hộ Cormorant đã tới hiện trường, tàu của lực lượng phòng vệ bờ biển và tàu hỗ trợ cũng đến đó. Theo Deborah Collins, phát ngôn viên Cơ quan Y tế miền Đông Canada, một phòng cấp cứu tại bệnh viện ở St. John đã được chuẩn bị cho khả năng tiếp nhận "những người bị giảm nhiệt trầm trọng hay trong tình trạng nguy kịch".